# مارتین چالک
مارتین چالک (انگلیسی: Martyn Chalk؛ زادهٔ ۳۰ اوت ۱۹۶۹) بازیکن فوتبال اهل بریتانیا است.
از باشگاه‌هایی که در آن بازی کرده‌است می‌توان به باشگاه فوتبال دربی کانتی، باشگاه فوتبال استوک‌پورت کانتی، و باشگاه فوتبال ورکسام اشاره کرد.